# 埃格爾湖 (巴伐利亞州)
47°59′48″N 10°57′49″E / 47.9967°N 10.9635°E

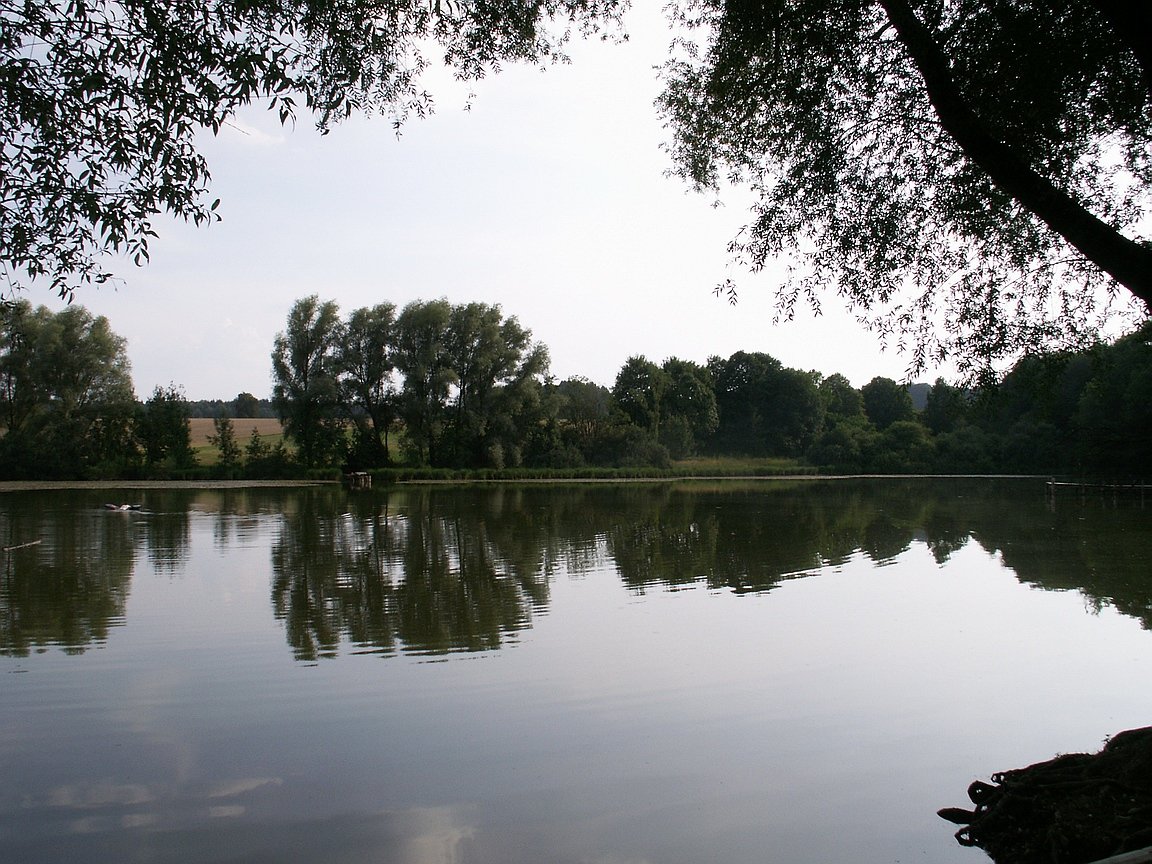

埃格爾湖（德語：Egelsee），是德國的湖泊，位於該國東南部，由巴伐利亞州負責管轄，處於萊希河畔蘭茨貝格縣，長0.2公里、寬0.2公里，面積0.02平方公里，海拔高度660米，湖岸線長度0.6公里。